# Могошань (Димбовіца)
Могошань, Могошані (рум. Mogoșani) — село у повіті Димбовіца в Румунії. Входить до складу комуни Могошань.
Село розташоване на відстані 61 км на північний захід від Бухареста, 27 км на південь від Тирговіште, 132 км на схід від Крайови, 109 км на південь від Брашова.

## Населення
За даними перепису населення 2002 року у селі проживали 1766 осіб.
Національний склад населення села:
| Національність | Кількість осіб | Відсоток |
| -------------- | -------------- | -------- |
| румуни         | 1676           | 94,9%    |
| цигани         | 90             | 5,1%     |

Рідною мовою назвали:
| Мова      | Кількість осіб | Відсоток |
| --------- | -------------- | -------- |
| румунська | 1675           | 94,8%    |
| циганська | 90             | 5,1%     |